# Taza-Al Hoceima-Taounate
La regió de Taza-Al Hoceima-Taounate (àrab: تازة الحسيمة تاونات, Tāza al-Ḥusayma Tāwnāt; amazic: ⵜⴰⵎⵏⴰⴹⵜ ⵏ ⵜⴰⵣⴰ ⵍⵃⵓⵙⵉⵎⴰ ⵜⴰⵡⵏⴰⵜ, Tamnaḍt n Taza Lḥusima Tawnat) fou una de les setze regions en què estava organitzat el Marroc abans de la reforma administrativa de 2015. En la nova divisió administrativa ha estat repartida de la següent manera: la província d'Al Hoceïma forma part de la nova regió de Tànger-Tetuan-Al Hoceima, la província de Guercif de la nova regió de l'Oriental i les de de Taza i Taounate de la nova regió de Fes-Meknès.

## Dades bàsiques
- Capital: Al Hoceima
- Superfície: 24.155 km²
- Població: 1.807.113 habitants (2004)

## Límits
Limita al nord amb el mar Mediterrani, a l'est amb la regió Oriental, al sud amb la regió de Fès-Boulemane, i a l'oest amb les regions de Gharb-Chrarda-Béni Hssen i Tànger-Tetuan.

## Divisió administrativa
- Província d'Al Hoceima.
- Província de Taza.
- Província de Taunat.

## Demografia
| 1.719.844                                  | 1.807.113 | 1.828.897 |
| 1994, 2004 : cens oficial ; 2007 : càlcul. |           |           |